# 道上駅
道上駅（みちのうええき）は、広島県福山市神辺町字道上にある西日本旅客鉄道（JR西日本）福塩線の駅である。

## 歴史
1914年（大正3年）に両備軽便鉄道の道上停留場として開設。1920年（大正9年）に道上駅に改称し、現在に至る。
昭和40年代（1965年 - 1974年）頃まで駅南側と北側に引込線を設け、貨物積み下ろしが行われていた。

### 年表
- 1914年（大正3年）7月21日：両備軽便鉄道の道上停留場として開設[4]。
- 1920年（大正9年）6月29日：道上駅に昇格[4]。
- 1926年（大正15年）6月26日：両備軽便鉄道が両備鉄道に改称。
- 1933年（昭和8年）
  - 9月1日：両備鉄道両備福山 - 府中町間国有化、鉄道省福塩線の駅となる。
  - 11月15日：福塩北線開通に伴い、それまでの福塩線が福塩南線に改称、当駅もその所属となる。
- 1938年（昭和13年）7月28日：福山 - 塩町間全通。福塩南線が福塩線の一部となり、当駅もその所属となる。
- 1959年（昭和34年）2月20日：貨物取扱廃止[4]。
- 1970年（昭和45年）12月10日：荷物扱い廃止[5]。書類上、無人駅化[6]。
- 1971年（昭和46年）2月25日：完全無人駅化[7]。
- 1987年（昭和62年）4月1日：国鉄分割民営化に伴い、JR西日本の駅となる[4]。

## 駅構造

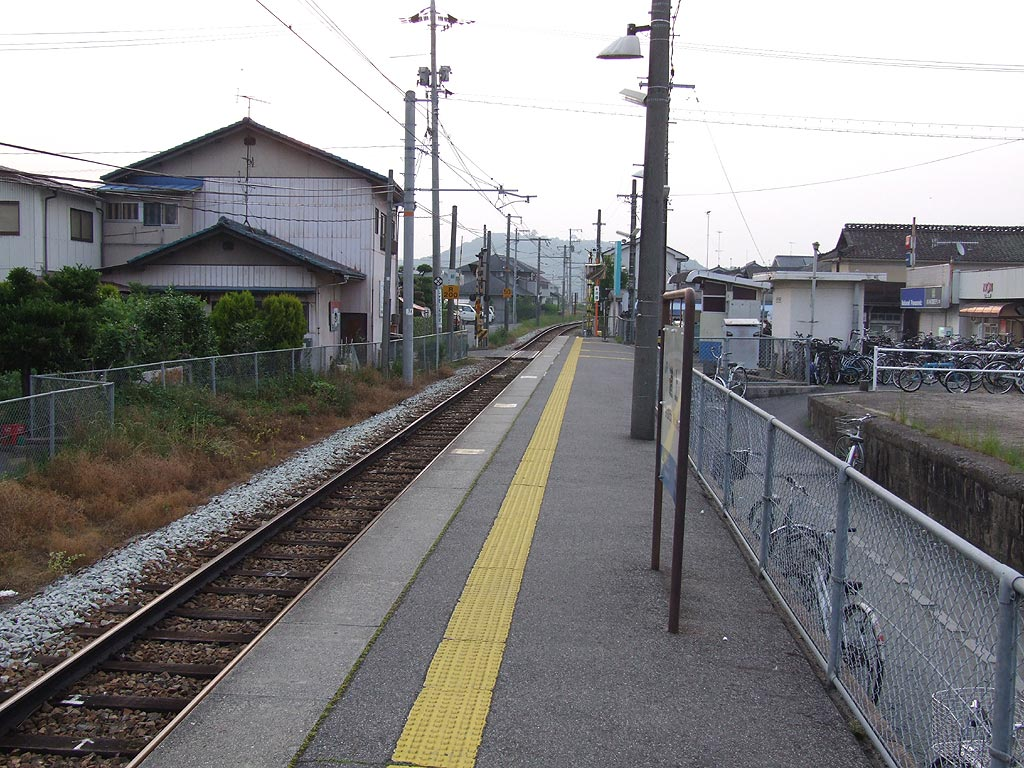
ホーム（2008年5月）

府中方面に向かって左側に単式ホーム1面1線を有する地上駅（停留所）。棒線駅のため、福山方面行・府中方面行双方が同一ホームを共用する。
福山駅管理の無人駅。駅舎はなく、ホーム神辺寄りにある入口から直接ホームに入る形となっている。
ホーム上の待合所内部に自動券売機が設置されている・
岡山地区のICOCA導入と同時期に新機種のUT50型となり、自動改札機の磁気エンコードに対応したが、当駅からのICOCA利用が出来ないため、ICカード装填ホルダーと2,000円以上の高額紙幣対応は省かれている。
さらに2024年3月には新紙幣への対応準備として、タッチパネル式のUT70型に更新された。引き続き高額紙幣には非対応の扱いとしているが、機種自体はICカードに対応しているため、当初はICカード読み取り部をビニールテープと板で塞ぎ、看板の『ICカードチャージ』をビニールテープで隠す対応をしていた。
その後表面のパネルを取り替えて、外観上はICカードに非対応となった。またUT70型への更新後は、無人駅でありながら入場券を発行している。
トイレはホーム内から利用可能。かつては汲み取り式の和式トイレであったが、従来の建物のまま水洗式の洋式トイレに改修されている。
ホームから見て線路を挟んで真向かいに見える民家の壁には、「国鉄旅行連絡所」の看板が剥がされずに残っている（※以前は食料品店で、券売機設置前は簡易委託販売も行っていた）。

## 利用状況
近年の1日平均乗車人員の推移は以下の通り。
| 年度               | 1日平均 乗車人員 |
| ------------------ | ---------------- |
| 2001年（平成13年） | 559              |
| 2002年（平成14年） | 512              |
| 2003年（平成15年） | 519              |
| 2004年（平成16年） | 504              |
| 2005年（平成17年） | 521              |
| 2006年（平成18年） | 529              |
| 2007年（平成19年） | 549              |
| 2008年（平成20年） | 578              |
| 2009年（平成21年） | 578              |
| 2010年（平成22年） | 581              |
| 2011年（平成23年） | 590              |
| 2012年（平成24年） | 647              |
| 2013年（平成25年） | 671              |
| 2014年（平成26年） | 666              |
| 2015年（平成27年） | 661              |
| 2016年（平成28年） | 641              |
| 2017年（平成29年） | 658              |
| 2018年（平成30年） | 682              |
| 2019年（令和元年） | 708              |

## 駅周辺
- 福山市立神辺西中学校
- 道上郵便局
- フジグラン神辺
- 国道182号（国道314号重用区間）
- 国道486号
- 広島県道215号道上停車場中野線

## 隣の駅
西日本旅客鉄道（JR西日本）
 福塩線
湯田村駅 - 道上駅 - 万能倉駅